# Conus garrisoni
Conus garrisoni é uma espécie fóssil de caracol marinho, um molusco gastrópode marinho da família Conidae, os caracóis cônicos, conchas cônicas ou cones.

## Descrição
O tamanho da concha atinge 27,2 milímetros.
Esta espécie marinha de caracol-cone é encontrada como fóssil no Neógeno da República Dominicana .